# Henry Clay Ide

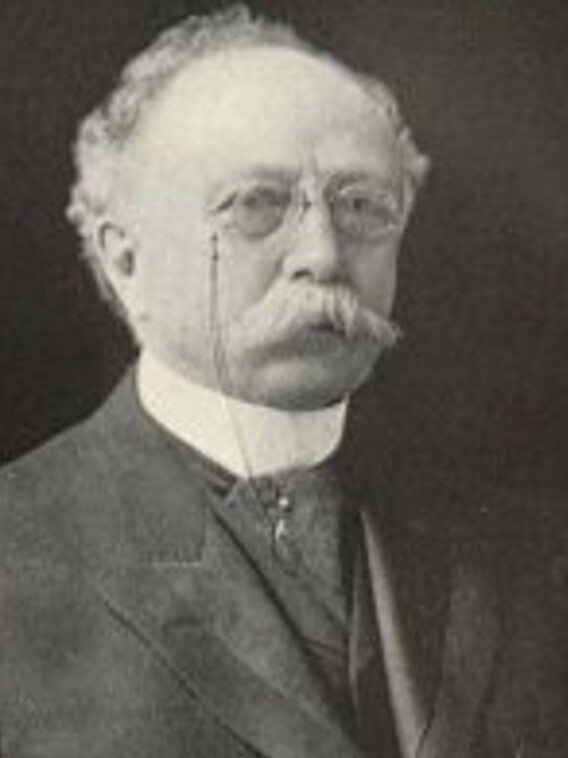
Henry Clay Ide

Henry Clay Ide (* 18. September 1844 in Barnet, Vermont; † 13. Juni 1921 in St. Johnsbury, Vermont) war ein US-amerikanischer Politiker und in den Jahren 1905 und 1906 Generalgouverneur der Philippinen.
Ide gehörte von 1882 bis 1885 dem Senat von Vermont an. Im März 1891 wurde er zum Landkommissar in Samoa ernannt. Dort lernte er den Schriftsteller Robert Louis Stevenson kennen. Als Stevenson im November 1891 Samoa verließ, pries er Ide wegen seiner „Auffassungsgabe, Mäßigkeit, Takt und Temperament“. Durch die gemeinsame Ernennung der Kolonialmächte USA, Großbritannien und Deutschland wurde er 1893 Oberster Richter von Samoa. Dieses Amt übte er bis 1897 aus.
Ab 1900 war Ide in der amerikanischen Gouvernementverwaltung und der Taft-Kommission auf den Philippinen tätig. Am 1. September 1901 wurde er von Gouverneur William Howard Taft zum Finanz- und Justizsekretär ernannt. Dieses Amt übte er bis zum 30. März 1906 aus. Zugleich war er später Vizegouverneur. Während dieser Amtszeit spielte er eine bedeutende Rolle bei der Verabschiedung neuer Gesetze in Zivilverfahren und der Steuerverwaltung sowie bei der Reform der philippinischen Währung.
Am 30. März 1906 wurde er dann als Nachfolger von Luke Edward Wright Generalgouverneur der Philippinen. Bereits im September 1906 folgte ihm James Francis Smith in diesem Amt. Von 1909 bis August 1913 war Ide Sondergesandter und bevollmächtigter Gesandter in Spanien.

## Veröffentlichungen
- „A Memorial, commemorative of George Moore“ 1870